# Джулия Ормънд
Джулия Карин Ормънд (на английски: Julia Karin Ormond) е британска театрална и филмова актриса, продуцентка и активистка. Тя става известна с ролите си в „Бебето от Макон“ (1993), „Легенди за страстта“ (1994), „Първият рицар“ (1995), „Сабрина“ (1995), „Усещане за сняг“ (1997) и „Сибирският бръснар“. Носителка е на награда „Еми“ за изключителна поддържаща актриса в минисериал или филм за ролята си във филма на HBO „Темпъл Грандин“ (2010) и на награда „Сателит“ (2002) за най-добро изпълнение на актриса в поддържаща роля в минисериал или телевизионен филм за „Войната на Вариан“. Известна е и с главната си роля в сериала „Живите мъртви: Светът отвъд“ (2020), където играе главната антагонистка.

## Ранни години
Ормънд е родена в град Епсъм, Съри, Англия на 4 януари 1965 г. като второто от петте деца на Джозефин – лабораторен техник и Джон Ормънд – софтуерен дизайнер и борсов посредник. Родителите ѝ се развеждат, когато е дете. Учи в частни училища: първо в гимназия „Гилдфорд“ в Гилфорд, Съри, а след това в училище „Кранли“ в Кранли, където ранните ѝ изпълнения в главната роля в мюзикълите „Момчета и кукли'“ (Boys and Dolls) и „Моята прекрасна лейди“ (My Fair Lady) започват да привличат вниманието.
Бабите и дядовците ѝ са абстрактни художници и тя започва да следва в художествено училище. След година обаче се мести в Академията за драматично изкуство Webber-Douglas в Лондон, която завършва през 1988 г. През 1989 г. учи в Колеж „Уест Съри“ за изкуства и дизайн.

## Кариера
Първото ѝ актьорско участие е в телевизионна реклама на извара. Тя прави пробив, когато е избрана да играе в пиесата на Кристофър Хемптън „Вяра, надежда и благотворителност (Faith, Hope and Charity), за която през 1989 г. печели наградата на Лондонските театрални критици за най-добра новоизгряваща актриса. Същата година играе в пиесата на Хемптън Treats в Hampstead Theatre в Хампстед, Лондон.
Ормънд се появява за първи път по британската телевизия през 1989 г. в сериала „Трафик“ (Traffik) за нелегалната търговия с хероин от Далечния Изток по улиците на Европа. Тя играе ролята на наркозависимата дъщеря на главния герой – министър на вътрешните работи в правителството на Обединеното кралство, ангажиран с борбата срещу вноса на хероин. Тази ранна роля ѝ печели блестящи отзиви.
В началото на кариерата си тя се изгражда като звезда в два телевизионни филма: „Младостта на Екатерина Велика" (Young Catherine) (1991), в който играе Екатерина Велика (и в който участва първият ѝ съпруг Рори Едуардс), и биографичния „Сталин“ (Stalin) (1992), в който е Надежда Алилуева, съпруга на Йосиф Сталин (в ролята: Робърт Дювал).
През 1993 г. дебютира в киното в главната роля в международния филм за непорочно раждаща жена – „Бебето от Макон“ (The Baby of Mâcon) с участието на Ралф Файнс. Следват главни и поддържащи роли във филмите „Нострадамус“ (Nostradamus) (1994), романтичната драма „Пленници“ (Captives) (1994) (заедно с Тим Рот) и военната драма „Легенди за страстта“ (Lagends of the Fall) (1994) като обект на желание на Брад Пит и Ейдън Куин.
През 1995 г. Ормънд играе кралица Гуиневир в „Първият рицар“ (First Knight) (с участието на Шон Конъри като крал Артур и Ричард Гиър като Ланселот) и главната роля в римейка „Сабрина“ (Sabrina) (заедно с Харисън Форд и Грег Киниър), За последната роля, изиграна от Одри Хепбърн през 1954 г., тя трябва да отреже дългата си до кръста коса.
Актрисата има независима продуцентска компания - Индикан Пръдакшънс, базирана в Ню Йорк, САЩ, и е изпълнителна продуцентка на документалния филм на Синемакс Рийл Лайф „Викане на духове: история за изнасилване, война и жени“ (Calling the Ghosts: A Story about Rape, War and Women) (1997). Филмът печели награда на CableACE и Наградата за журналистика „Робърт Ф. Кенеди“, и е в официална селекция на Берлинския международен филмов фестивал и на този в Торонто.
От края на 90-те години Ормънд се появява в независими и в телевизионни филми. Тя играе главната роля на жена, забъркала се в странно мистериозно убийство, в датско-германско-шведската копродукция „Усещане за сняг“ (Smilla's Sense of Snow) (1997). През 1998 г. участва в руската драма „Сибирският бръснар“ (The Barber of Siberia) на Никита Михалков в ролята на американка в опасна афера с млад руски кадет. През 2000 г. е в главна роля в независимата драма „Първокласна работа“ (The Prime Gig), в която изживява объркана любовна афера с героя на Винс Вон.
На театралната сцена актрисата се появява в пиесата „Моето цинково легло“ (My Zinc Bed) на Дейвид Хеър, за която през 2001 г. получава номинация за наградата „Лорънс Оливие“ на Лондонската театрална асоциация за най-добра актриса.
В новия век Ормънд играе в редица кинофилми, сред които политическата драма „Съпротива“ (Resistance) (2003), „Инланд Емпайър“ (Inland Empire) (2006) на Дейвид Линч, „Знам кой ме уби“ (I Know Who Killed Me) (2007), „Странният случай с Бенджамин Бътън“ (The Curious Case of Benjamin Button) (2008), „Че: Част 1“ (Che: Part 1) (2008), „Музиката никога не спря“ (The Music Never Stopped) (2011), „Албатрос“ (Albatross) (2011), „Моята седмица с Мерилин“ (My Week with Marylin) (2011) (като Вивиан Лий), „Окован“ (Chained) (2012), „Дами в черно“ (Ladies in Black) (2018) и „Син на Юга“ (Son of the South) (2020).
През 2001 г. е част от журито на Филмовия фестивал в Кан.
По телевизията Ормънд се появява като гост-звезда в сезон 2008 – 2009 на сериала на Си Би Ес „От местопрестъплението: Ню Йорк“ (CSI: New York). През 2010 г. тя печели награда „Еми“ за поддържащата си роля в телевизионния филм „Темпъл Грандин“ (Temple Grandin). През 2011 г. е гост-звезда в 10-ия и последен сезон на сериала „Закон и ред: Умисъл за престъпление“ (Law & Order: Criminal Intent). През 2012 г. е в ролята на Мари Калвет – майка на героинята Меган Дрейпър в сериала „Момчетата от Медисън авеню“ (Mad Man), за която е номинирана за наградата „Еми“ за изключителна гостуваща актриса в драматичен сериал. През октомври 2013 г. се появява заедно с Медхен Еймик, Рейчъл Бостън и Джена Дюван във видео за повишаване на осведомеността за рака на гърдата. От 6 октомври 2013 г. до 5 октомври 2014 г. участва в телевизионния сериал „Вещиците от Ийст Енд“ (Witches of East End) в ролята на Джоана Бошан – една от главните героини.
През 2020 г. актрисата играе в Сезон 1 на сериала „Живите мъртви: Светът отвъд“ (The Walking Dead: World Beyond) в ролята на Елизабет Кюблек – главна героиня и антагонистка, подполковник от Гражданската република и майка на Дженифър.

## Личен живот
През 1988 г. Ормънд се жени за актьора Рори Едуардс, с когото се запознава, докато играе Катрин в постановката „Брулени хълмове“ (Wuthering Hights). Бракът е разтрогнат през 1994 г. През 1999 г. тя се омъжва за политическия активист Джон Рубин. Дъщеря им Софи се ражда през есента на 2004 г. Двойката се развежда през 2008 г.
Ормънд се бори с трафика на хора от средата на 90-те години и през 2006 г. сключва партньорство със Службата на ООН по наркотиците и престъпността, за да удвои усилията си. Тя е и поддръжник на неправителствената организация „Трансатлантически партньори срещу СПИН“ (TPAA), който се опитва да повиши осведомеността за СПИН в Русия и Украйна, и е съоснователка заедно с Робърт Де Ниро на Филмейд Интернешънъл – хуманитарна организация с нестопанска цел, която използва филмите за обучение и забавление на разселници по целия свят.
На 2 декември 2005 г. Ормънд е назначена за посланик на добра воля на ООН. Нейният фокус е върху инициативите срещу трафика на хора, повишаването на осведомеността за тази съвременна форма на робство и насърчаването на усилията за борба с нея. В качеството си на посланик Ормонд обикаля света и се изявява като съветник в Камарата на представителите на САЩ, Комисията по международни отношения на САЩ, Подкомисията по Африка, в Глобалните права на човека и международни операции.
През 2007 г. актрисата създава „Алианс за спиране на робството и прекратяване на трафика“ (Alliance to Stop Slavery and End Trafficking, ASSET).

## Участия
| Година | Заглавие                             | оригинално заглавие                 | Роля                              | режисьор              | филмов жанр                        |
| ------ | ------------------------------------ | ----------------------------------- | --------------------------------- | --------------------- | ---------------------------------- |
| 1993   | Бебето от Макон                      | The Baby of Mâcon                   | Дъщерята                          | Питър Грийнауей       | драма, исторически                 |
| 1994   | Нострадамус                          | Nostardamus                         | Мари                              | Роджър Кристиян       | биографичен, драма                 |
| 1994   | Пленници                             | Captives                            | Рейчъл Клифорд                    | Анджела Поуп          | криминален, драма                  |
| 1994   | Легенди за страстта                  | Legends of the Fall                 | Сузана Финканън-Лъдлоу            | Едуард Цвик           | драма, романтичен                  |
| 1995   | Първият рицар                        | First Knight                        | Гуиневир                          | Джери Дзукър          | драма, приключенски                |
| 1995   | Сабрина                              | Sabrina                             | Сабрина Феърчайлд                 | Сидни Полак           | драма, романтичен, комедия         |
| 1997   | Усещане за сняг                      | Smilla's Sense of Snow              | Смила Ясперсен                    | Били Огъст            | драма, мистерия, криминален        |
| 1998   | Сибирският бръснар                   | Sibirskiy tsiryulnik                | Джейн Калахан                     | Никита Михалков       | драма, исторически                 |
| 200о   | Първокласна работа                   | The Prime Gig                       | Кейтлин Карлсън                   | Грегъри Мошер         | драма                              |
| 2003   | Съпротива                            | Resistance                          | Клер Досоа                        | Тод Комарницки        | драма                              |
| 2006   | Инланд Емпайър                       | Ingland Empire                      | Дорис Сайд                        | Дейвид Линч           | драма, фентъзи                     |
| 2007   | Знам кой ме уби                      | I Know Who Killed Me                | Сюзън Флеминг                     | Крис Сивъртсън        | криминален, мистерия, драма        |
| 2008   | Наблюдение                           | Surveillance                        | Елизабет Андерсън                 | Дженифър Линч         | криминален, мстерия, драма         |
| 2008   | Че: Аржентинецът (част 1)            | Che                                 | Лиза Хауърд                       | Стивън Содърбърг      | биографичен, драма, исторически    |
| 2008   |                                      | La Conjura de El Escorial           | Ана де Мендоса, принцеса на Еболи | Антонио дел Реал      | драма, исторически, приключенски   |
| 2008   | Странният случай с Бенджамин Бътън   | The Curious Case of Benjamin Button | Каролайн Фулър                    | Дейвид Финчър         | драма, фентъзи, романтичен         |
| 2008   | Кит Китридж: Едно американско момиче | Kit Kittredge: An American Girl     | Маргарет Китридж                  | Патриша Розема        | комедия, драма, семеен             |
| 2011   | Музиката никога не спря              | The Music Never Stopped             | Даян Дейли                        | Джим Колбърг          | драма, музикален                   |
| 2011   | Морава                               | The Green                           | Карън                             | Стивън Уилифорд       | драма, романтичен                  |
| 2011   | Албатрос                             | Albatross                           | Джоа Фишер                        | Найъл Макормик        | драма                              |
| 2011   | Моята седмица с Мерилин              | My Week with Marilyn                | Вивиен Лий                        | Саймън Къртис         | биографичен, драма                 |
| 2012   | Окован                               | Chained                             | Сара Фитлър                       | Дженифър Линч         | криминален, драма                  |
| 2013   | Изтокът                              | The East                            | Пейдж Уилямс                      | Зал Батманглий        | криминален, драма, трилър          |
| 2017   | Спомни си отново                     | Rememory                            | Каролин Дън                       | Марк Палански         | драма, мистерия, научнофантастичен |
| 2018   | Дами в черно                         | Ladies in Black                     | Магда                             | Брус Берсфорд         | комедия, драма, романтичен         |
| 2020   | Син на Юга                           | Son of the South                    | Вирджиния Дър                     | Бари Алегзандър Браун | биографичен, драма                 |
| 2020   |                                      | Reunion                             | Айви                              | Джейк Махафи          | ужаси, мистерия                    |
| 2023   |                                      | Home Education                      | Керъл                             | Андреа Ниада          | драма, ужаси                       |
|        |                                      | Reminisce                           | Д-р Роуз                          | Медхен Еймик          | драма                              |
|        |                                      | Here's Yianni!                      | Плузия                            | Кристина Елиопулус    | драма                              |

| Година      | заглавие                            | оригинално заглавие              | Роля                      | Режисьор        | филмов жанр                     | Забел. |
| ----------- | ----------------------------------- | -------------------------------- | ------------------------- | --------------- | ------------------------------- | --- |
| 1989        |                                     | Traffik                          | Каролайн Литгоу           |                 | криминален, драма               | Минисериал                                                                                                  |
| 1989        |                                     | Capital City                     | Алисън                    |                 | драма                           | сериал (Еп. Rainforest)                                                                                     |
| 1990        |                                     | Ruth Rendell Mysteries           | Нора Фаншаве              |                 | криминален, драма               | сериал (еп. The Best Man to Die: Части 1, 2 и 3)                                                            |
| 1991        | Младостта на Екатерина Велика       | Young Catherine                  | Екатерина Велика          | Майкъл Андерсън | драма, исторически, биографичен | филм |
| 1992        | Сталин                              | Stalin                           | Надежда Алилуева          | Айвън Пасер     | биографичен, драма              | филм |
| 2001        | Войната на Вариан                   | Varian's War: The Forgotten Hero | Мириам Дейвънпорт         | Лайнъл Четуинд  | драма, военен                   | филм |
| 2004        |                                     | Iron Jawed Angels                | Инез Милхоланд            | Катщ фон Гарние | биографичен, драма, исторически | филм |
| 2005        |                                     | Beach Girls                      | Стиви Мур                 |                 | драма, романтичен               | минисериал в 6 епизода                                                                                      |
| 2006        |                                     | The Way                          |                           | Роб Холкомб     | криминален, драма               | филм |
| 2007        |                                     | Mr. and Mrs. Smith               | Майка                     | Дъг Лаймън      | екшън                           | късометражен филм                                                                                           |
| 2008 – 09   | От местопрестъплението: Ню Йорк     | CSI: New York                    | инспектор Джилиан Уитфорд |                 | криминален, екшън, драма        | сериал (3 епизода: The Party's Over, She's Not There, My Name Is Mac Taylor)                                |
| 2010        |                                     | The Wronged Man                  | Джанет Грегъри            | Том МакЛафлин   | биографичен, драма              | филм |
| 2010        | Темпъл Грандин                      | Temple Grandin                   | Евстасия Грандин          | Мик Джексън     | биографичен, драма              | Филм |
| 2010        |                                     | Nurse Jackie                     | Сара Хури                 |                 | драма, комедия                  | сериал (3 епизода: SIlly String, Bleeding, Caregiver)                                                       |
| 2011        | Закон и ред: Умисъл за престъпление | Law & Order: Criminal Intent     | Пола Гайсън               |                 | криминален, драма               | сериал (7 епизода)                                                                                          |
| 2012 – 2015 | Момчетата от Медисън авеню          | Mad Man                          | Мари Калвет               |                 | драма                           | сериал (5 епизода: Person to Person, New Business, For Immediate Release, The Phantom, At the Codfish Ball) |
| 2013        |                                     | Exploding Sun                    | Джоан Елиас               | Майкъл Робинсън | екшън, приключенски, драма      | филм |
| 2013 – 2014 | Вещиците от Ийст Енд                | Witches of East End              | Джоана Бошан              |                 | комедия, фентъзи, драма         | Главна роля, сериал (23 епизода)                                                                            |
| 2016 – 2017 |                                     | Incorporated                     | Елизабет Краус            |                 |                                 | Главна роля                                                                                                 |
| 2017        | Тур дьо Фармаси                     | Tour de Pharmacy                 | Адриана Батон             | Джейк Жимански  | комедия, спортен                | филм |
| 2017        | Имението „Хауърдс Енд“              | Howards End                      | Рут Уилкокс               |                 | драма, романтичен               | минисериал в 4 епизода                                                                                      |
| 2018        |                                     | Forever                          | Марисол                   |                 | драма, комедия                  | сериал (2 епизода: Goodbye Forever, Oceanside)                                                              |
| 2019        | Златотърсач                         | Gold Digger                      | Джулия Дей                |                 |                                 | минисериал в 6 епизода                                                                                      |
| 2020 - 2021 | Живите мъртви: Светът отвъд         | The Walking Dead: World Beyond   | Елизабет Кюблек           |                 | ужаси, драма                    | Главна роля, сериал в 14 епизода                                                                            |

| година | оригинално заглавие                                        | роля                | забел.                 |
| ------ | ---------------------------------------------------------- | ------------------- | ---------------------- |
| 1995   | Moviewatch (еп. From Swansee)                              | себе си             | тв сериал              |
| 1997   | The Making of 'Fräulein Smillas Gespür für Schnee'         | себе си             | тв късометражен        |
| 2000   | The Directors (еп. The Films of Sidney Pollock)            | себе си             | тв сериал              |
| 2002   | Searching for Debra Winger                                 | себе си             | филм                   |
| 2008   | HBO First Loook (еп. Kit Kittredge: The American Girl)     | себе си             | късометражен тв сериал |
| 2008   | Surveillance: The Watched Are Watching                     | себе си             | късометражно видео     |
| 2008   | Call + Response                                            | себе си             | филм                   |
| 2009   | The Curious Birth of Benjamin Button                       | себе си             | видео                  |
| 2009   | Casper och den förbjudna filmen                            | себе си             | тв филм                |
| 2011   | My Week with Marilyn: The Untold Story of an American Icon | себе си, Вивиан Лий | късометражно видео     |
| 2015   | Sean Connery: In His Own Words                             |                     | тв филм                |

| година | оригинално заглавие     | Роля               | режисьор       | филмов жанр                       | забел.        |
| ------ | ----------------------- | ------------------ | -------------- | --------------------------------- | ------------- |
| 1999   | Animal Farm             | Джеси              | Джон Стивънсън | комедия, семеен                   | тв филм       |
| 2003   | The Nazi Officer's Wife | Едит Хан           | Лиз Гарбъс     | документален, историчекси, военен |               |
| 2015   | Unity                   | разкавач (себе си) | Шон Монсън     | документален                      |               |
|        | Saurus City             | Кралицата          | Натан Смит     | анимационен                       | постпродукция |

## Признание

### Награди
- 1989: Награда на Лондонските театрални критици за най-добра новоизгряваща актриса (Faith, Hope and Charity)
- 1995: Конгрес ShoWest (днешен CinemaCon), САЩ за Женска звезда на бъдещето
- 2002: Награда „Сателит“ за най-добро изпълнение на актриса в поддържаща роля за минисериал или за телевизионен филм (Войната на Вариан)
- 2006: Награда „Кшищоф Клезловски“ на Международния филмов фестивал на кинематографското изкуство Camerimage, Полша
- 2010: Награда „Еми“ за изключителна актриса в поддържаща роля в минисериал или филм (Момчетата от Медисън авеню)
- 2011: Награда „Бронзов каубой“ на музей Western Heritage за телевизионен филм (Темпъл Грандин) (с 11 души)
- 2011: Награда на Международния филмов фестивал Капри Холивуд за игра на актьорски състав (Моята седмица с Мерилин) (с Мишел Уилямс, Еди Редмейн, Кенет Брана, Ема Уотсън, Доминик Купър, Дъгрей Скот, Джуди Денч и Зоуи Уонамейкър)

### Номинации
- 1992: Награда „Джеминай“ за най-добро изпълнение на актриса във водеща роля в драматична програма или минисериал (Младостта на Екатерина Велика)
- 2004: Награда „Голд Дерби“ за актриса в поддържаща роля за телевизионен филм или минисериал (Iron Jawed Angels)
- 2009: Награда „Избора на критиката“ на Асоциацията на филмовите критици за най-добра игра на актьорски състав (Странният случай с Бенджамин Бътън) (с Брад Пит, Кейт Бланшет, Тилда Суинтън, Елиас Котеас, Джейсън Флеминг и Тараж П. Хенсън)
- 2009: Награда на Гилдията на екранните актьори за изключителна игра на актьорски състав в игрален филм (Странният случай с Бенджамин Бътън) (с 9 души)
- 2009: Награда „Голд Дерби“ за игра на актьорски състав (Странният случай с Бенджамин Бътън) (с 9 души)
- 2010: Награда на Онлайн филмова и телевизионна асоциация за най-добра актриса в поддържаща роля в игрален филм или минисериал (Темпъл Грандин)
- 2011: Награда на Гилдията на екранните актьори за изключително изпълнение на актриса в телевизионен филм или минисериал (Темпъл Грандин)
- 2012: Награда на Онлайн филмова и телевизионна асоциация за най-добра гостуваща актриса в драматичен сериал (Момчетата от Медисън авеню)
- 2012: Награда „Еми“ за изключителна актриса – гост в драматичен сериал (Момчетата от Медисън авеню)
- 2018: Награда на Австралийската академия за кино- и телевизионно изкуство (Ladies in Black)
- 2019: Награда на Австралийската асоциация на филмовите критици за най-добра актриса (Ladies in Black)